# وجیه بخارایی

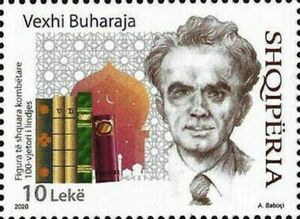
وجیه بخارایی

وجیه بخارایی (زادهٔ ۱۲ مه ۱۹۲۰، در برات – درگذشتهٔ ۵ ژوئیه ۱۹۸۷) مترجم، زبان‌شناس و ایران‌شناس آلبانیایی بود که به زبان‌های فارسی، ترکی، عربی، انگلیسی، روسی، فرانسوی، آلمانی و لاتین تسلط داشت. او در سال ۱۹۶۰ میلادی گلستان و بوستان سعدی را به زبان آلبانیایی ترجمه نمود که با استقبال فراوانی مواجه شد. او همچنین اشعار فارسی نعیم فراشری را به زبان آلبانی برگرداند.
وجیه بخارایی در اواخر عمر تحت نظر دولت آلبانی قرار گرفت ولی در این دوره به صورت مخفیانه شاهنامه فردوسی را ترجمه کرد. او همچنین دارای اشعاری است که تأثیر ادبیات فارسی بر آن قابل مشاهده است.